# Réseau viaire de Bruges
Le réseau viaire de Bruges s'est développé autour de la ville historique, laquelle est restée complètement entourée de canaux jusqu'au XIXe siècle. Séparée des municipalités environnantes, le centre-ville compte environ 380 rues et places.

## Origine
Les rues ne portaient, à l'origine, pas de noms. Il y avait à la place des noms de lieux. Chaque maison a reçu un nom afin d'être distinguée des autres. Celui-ci pouvait être le nom de son occupant ou un autre nom distinctif. Vers la fin du Xe siècle, alors qu'un premier mur d'enceinte fut construit pour entourer la ville, les habitants commencèrent à nommer les rues. Ainsi, certains noms de rue remontent au XIIe siècle. En 1297, la construction d'une deuxième enceinte rendit nécessaire l'établissement de dénominations dans la ville.
Aucune administration n'interférait dans l'attribution d'un nom de rue. Celui-ci découlait de l'usage quotidien, ainsi les indications les plus évidentes furent :
- l'état du sol et la vue depuis la rue :

Balstraat, Bilkske, Blekersstraat, Bloedput, Blokstraat, Boeveriestraat, Braambergstraat, Breidelstraat, Coupure, Hoogstuk, Kortewinkel, Kraanplein, Kruitenbergstraat, Lane, Leeuwstraat, Oostmeers Westmeers Zonnekemeers et Sint-Jan in de Meers, Moerstraat, Molenmeers, Neststraat, Noordzandstraat et Zuidzandstraat, Oude Zak, Raamstraat, Sledestraat, Venkelstraat, Verbrand Nieuwland, Vlamingstraat, Waalsestraat, Westmeers, Wijngaardstraat, Wulfhagestraat, etc.
- la présence d'une personne connue, d'une résidence ou d'un bien qui lui appartient :

Bakkersstraat, Boninvest, Boudewijn Ravestraat, Elisabeth Zorghestraat, Geerolfstraat, Geerwijnstraat, Gistelhof, Gloribusstraat, 's-Gravenstraat, Hoedenmakersstraat, Hugo Losschaertstraat, Jan Boninstraat, Jan Miraelstraat, Koningstraat, Koopmansstraat, Kopstraat, Leffingestraat, Maagdenstraat, Palmstraat, Poitevinstraat, Robijnstraat, Roompotstraat, Schrijversstraat, Snaggaardstraat, Strostraat, Timmermansstraat, Torenbrug, Twijnstraat, Walweinstraat, Willemstraat, Zwijnstraat, etc.
- la présence d'un édifice public, d'une église ou d'un monastère, du consulat d'une nation étrangère, etc. :

Annuntiatenstraat, Augustijnenrei, Begijnhof, Biskajersplein, Carmersstraat, Colettijnenstraat, Eekhoutstraat, Engelsestraat, Heilige-Geeststraat, Hertsbergestraat, Jakobijnessenstraat, Jeruzalemstraat, Kartuizerinnenstraat, Mariastraat, Minderbroedersstraat, Oude Burg, Predikherenstraat, Prinsenhof, Sarepta, Spanjaardstraat, Stalijzerstraat, Willemijnendreef et les rues commençant par Sint- (Saint-).
- la présence d'ateliers ou de multiples praticiens de la même profession :

Beenhouwersstraat, Boterhuis, Cordoeaniersstraat, Eiermarkt, Garenmarkt, Grauwwerkersstraat, Huidenvettersplein, Kammakersstraat, Keersstraat, Kelkstraat, Koolbrandersstraat, Kuipersstraat, Meestraat, Ontvangersstraat, Peerdenstraat, Pottenmakersstraat, Rijkepijndersstraat, Smedenstraat, Speelmansstraat, Speelmansrei, Steenhouwersdijk, Verversdijk, Vuldersstraat, Korte Vuldersstraat, Witte- et Zwarteleertouwersstraat, etc.
- le nom d'une maison ou d'une auberge remarquable :

Artoisstraat, Blinde-Ezelstraat, Driekroezenstraat, Gapaardstraat, Haanstraat, Helmstraat, Hemelrijk, Ieperstraat, Kalkovenstraat, Kandelaarstraat, Kemelstraat, Klaverstraat, Klokstraat, Konfijtstraat, Leemputstraat, Maagdendal, Middelburgstraat, Mortierstraat, Oranjeboomstraat, Oude Zomerstraat, Schaarstraat, Spiegelrei, Sterstraat, Sulferbergstraat, Visspaanstraat, Zevensterrestraat, etc.

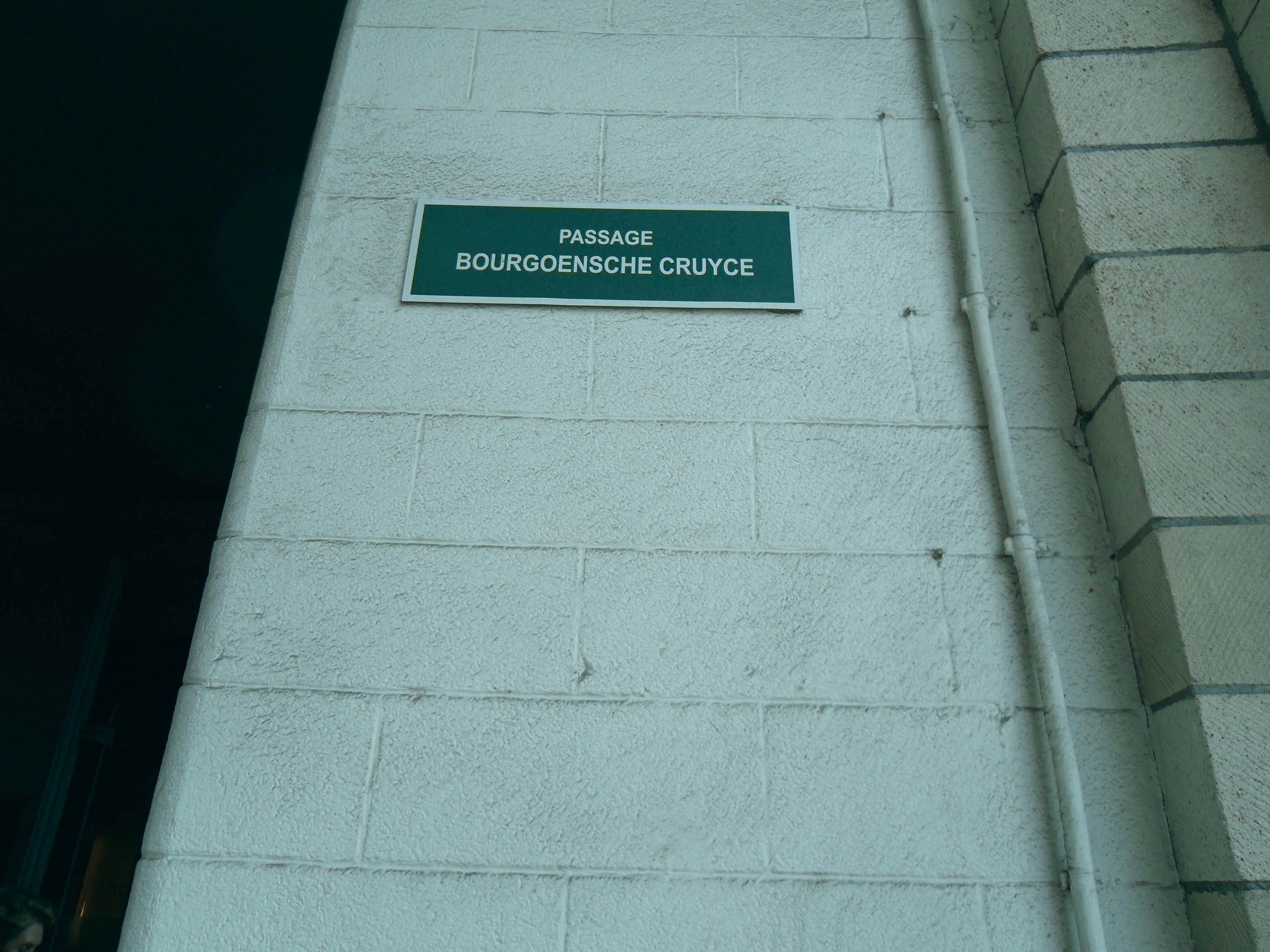
Jusqu'en 1790, le nom provenait de l'usage populaire. Au XXIe siècle, un citoyen appose parfois (non officiellement) un nom et accroche un signe, comme ici.

Ce n'est que depuis le début du XIXe siècle que l'administration décide exceptionnellement d'honorer un Brugeois (Bruggeling) en donnant à une rue son nom. Ce fut le cas de Joseph Suvée et de Nicolaas Despars. En 1827, la place où sera érigée la statue de Simon Stevin prend son nom. Vers 1866, deux rues nouvellement construites portent le nom de deux célébrités brugeoises : Adriaan Willaert et Jacob van Oost. Dans la même période ou plus tard Jan van Eyck, Hans Memling, Joos de Damhouder et Pieter Pourbus ont été honorés par le renommage de rues ou de places. Toutes les autres rues et places de la ville historique portant un nom de personne - 19 au total - ont été nommées en partie au XIXe siècle, mais principalement au cours du XXe siècle lorsque de nouvelles rues ou avenues ont été construites.
Parfois, plus d'un nom était donné à une rue et, le temps passant, un des noms prenait le dessus. Parfois, un même nom était donné à des rues différentes.
Les noms des rues d'autrefois sont connus notamment grâce à des notes et des documents anciens : un acte de vente, un acte de succession, une construction, une décision fiscale, etc. Ces documents fournissaient également des noms de propriétés et de maisons. Karel de Flou a parcouru nombre de ces documents afin d'en relever les noms de lieux.
Une source importante est le Cijnsboek van den Disch van de Onze-Lieve-Vrouwekerk de 1399 dans lequel 280 noms de lieux et la plupart des noms de rue, ont été mentionnés. En 1580, le cadastre de la ville de Bruges a été établi et quartier par quartier et rue par rue un inventaire a été fait de chaque propriété. Cet inventaire, portant le nom de Register der Zestendelen  (« Registre des soixantièmes » car chacun des six districts, numérotés de A à F, était appelé « soixantième »), est resté en usage jusque vers 1800 et contenait tous les changements dans l'état de propriété d'un bien. Si des changements ont été apportés aux noms de rue, cela était souvent indiqué.
Ce n'est qu'en 1790 que l'administration est intervenue pour la première fois en nommant des rues et des places, à la suite de l'introduction des numéros de maison. Ces chiffres ont été peints avec une peinture résistante ce qui explique que certains numéros soient encore visibles au XXIe siècle. La liste des noms de rues établies a été publiée et, depuis lors, pratiquement aucun changement n'a été apporté. En 1850, les noms ont été réexaminés et enregistrés par les autorités municipales dans les deux langues nationales.
En 1936, une nouvelle liste des noms de rues fut rééditée. Après la néerlandisation définitive des panneaux de signalisation (qui étaient jusque-là bilingues), de nombreux changements mineurs ont été apportés à l'orthographe. En outre, les noms, qui avaient été précédemment officialisés mais qui étaient à peine utilisés par la population, ont été remplacés par le nom « populaire » qui lui était donné.
Lorsqu'en 1971 la ville de Bruges a fusionné avec les communes périphériques pour former la nouvelle ville de Bruges, les noms identiques ou très similaires utilisés ont été remplacés par de nouveaux noms. Au total, 156 noms de rues ont été modifiés. Dans la ville historique, seuls huit noms de rues furent changés, principalement parce que les noms des rues dans le centre-ville avaient une base historique plus solide que les noms plus récents des anciennes communes périphériques. Depuis lors, de nouvelles rues furent créées dans la ville historique notamment à la suite du développement de parcelles de terrain. Il y a également eu des retouches répétées de l'orthographe, en raison des idées changeantes et des évolutions orthographiques. Ce processus n'est pas terminé.

## Rues

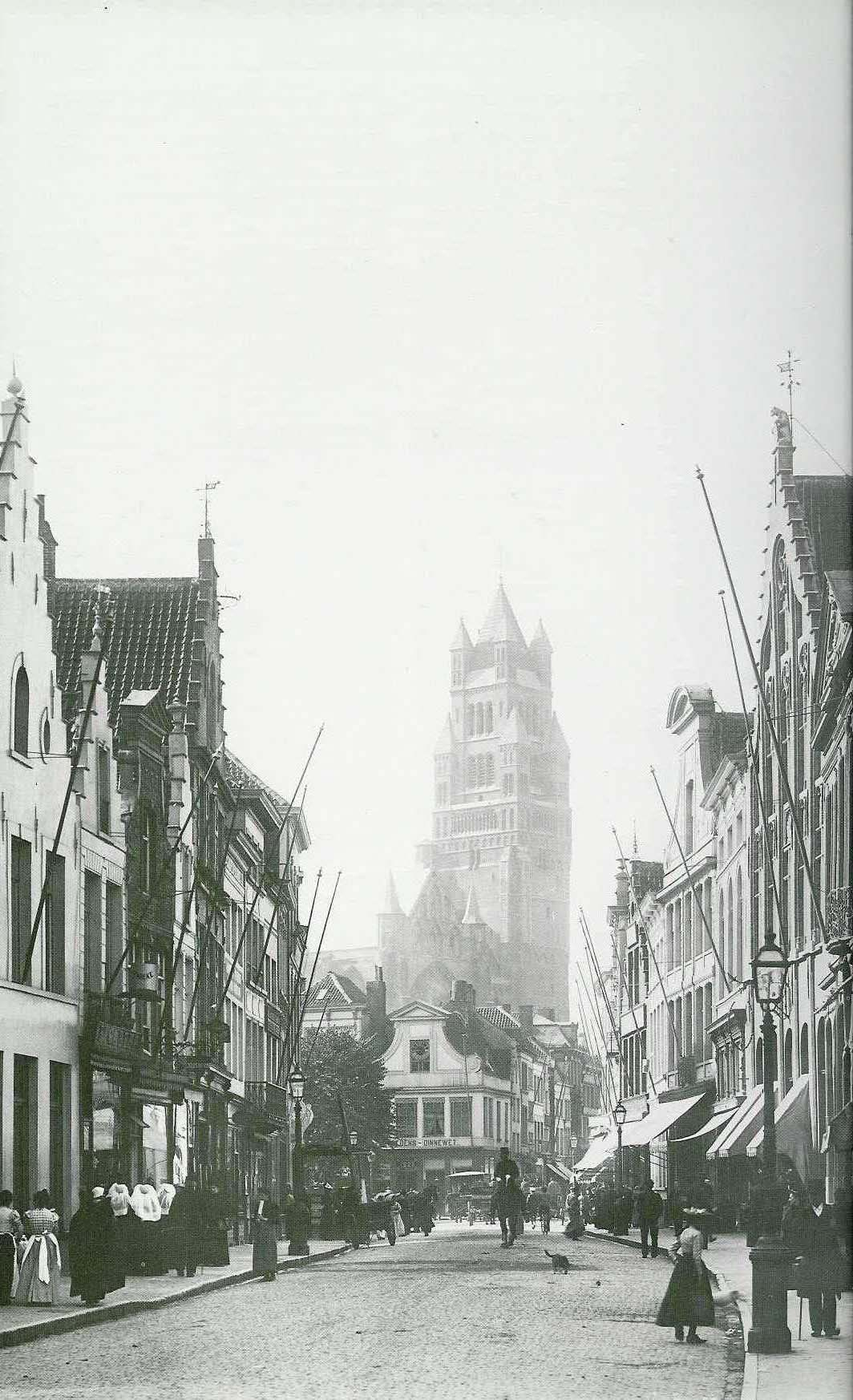
La Steenstraat est depuis des siècles l'une des rues les plus importantes de Bruges.

En 1850, Gailliard a donné, dans on Histoire de Bruges, une liste des 316 rues et places dans les murs de la ville de Bruges. Bien que la ville, et ses quartiers, soit densément construite et qu'il reste peu de place pour de nouvelles rues, le centre historique de la ville comptait en 2012 environ 380 rues et places.  Il y a donc eu une évolution importante du centre historique.
Les noms de rues peuvent se diviser en plusieurs groupes. En ce qui concerne les suffixes, le -straat est prédominant mais des variations existent. Les différents découpages sont :
- 240 noms de rue environ finissant par -straat (« rue ») ;
- 56 ne portent pas de suffixe et son juste un toponyme ou un lieu-dit ;
- 30 porte le suffixe -plaats ou -plein ;
- 17 noms finissent par -rei, -kaai ou -dijk ;
- 14 noms finissent en -baan, -pad, -warande, -dreef, -weg ;
- 6 noms finissent par -laan.

Les rues peuvent être aussi subdivisées en fonction de leurs importances :
- 21 rues principales, en particulier les rues menant de la Grand Place à l'une des portes existantes ou d'autres entrées de la ville, ainsi que des avenues autour du centre-ville ;
- 225 rue d'importances variables, notamment les rues ayant une largeur d'au moins une douzaine de mètres permettant le trafic ;
- 101  petites rues communicantes situées entre deux rues plus larges et avec une faible largeur, ainsi que des ruelles et des rues sans issue accessibles aux piétons ;
- 30 places.

## Places

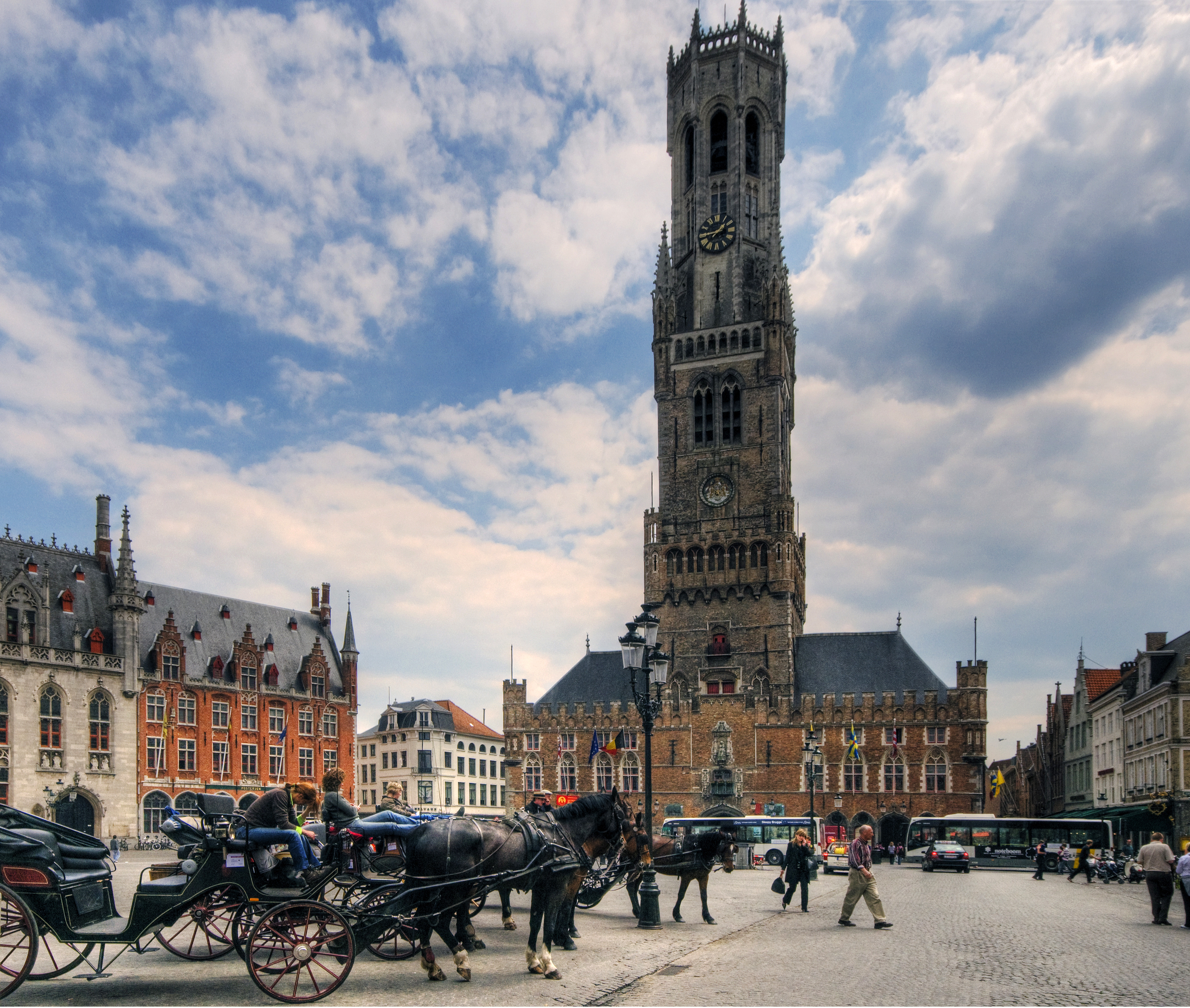
La Grand-Place, appelée officiellement le Markt.

Dans la ville historique, l'organisation des rues est le résultat de siècles d'organisation non planifiée. Les rues et ruelles, souvent sinueuses et étroites, alternent avec des places grandes ou petites. Dans certains quartiers, les places se suivent les unes et les autres comme si elles formaient un tout : à partir de l'Oosterlingenplein, vers la Woensdagmarkt, la Jan van Eyckplein, la Biskajersplein, la Kraanplein, la Sint-Jansplein, le Burg, le Vismarkt et la Huidenvettersplein.
Certaines places sont un nom sans aucun ajout de suffixe, tandis que d'autres portent le nom de -markt. Les habitants de Bruges n'utilisent le suffixe -plein que s'il s'agit de place récente, généralement située en dehors du centre-ville. Pour les places situées dans le centre historique, les habitants utilisent le suffixe -plaats où dans le dialecte brugeois du flamand occidental -platse. En 1972, lors de la fusion de Bruges et de sa banlieue, le comité consultatif sur la toponymie et les noms de rues recommanda, sous l'autorité de linguistes, de conserver le suffixe « -plaats ». Il y eut également une discussion au niveau du conseil communal, mais le membre du conseil promouvant le suffixe -plein, Omer Dombrecht, ne fut pas soutenu. Un nouveau conseil d'échevin, où les soutiens du suffixe -plein avaient des sièges, prit en 1978 la décision de passer au suffixe -plaats, à l'exception de la place Mallebergplaats. Le docteur Frans Debrabandere écrivit à propos de ceci : « À Bruges, tous les noms de lieux en -plaats ont été remplacés à tort par -plein »,.

## Période française
Durant la période française (1795-1814), les noms furent traduit en français. Cela s'est d'abord fait de manière informelle puis de manière systématique en 1806-1807. Les traductions furent faites par les autorités de la ville puis soumises à la préfecture, qui effectuait parfois des modifications. Ainsi, certains noms de rues francisés pouvaient parfois ne pas être la traduction du mot néerlandais.
La préfecture a également enregistré quelques noms en l'honneur de l'empereur et de ses victoires, en remplacement des noms existants, comme suit :
- Grote Markt : Grande Place Napoléon,
- Steenstraat & Zuidzandstraat : Rue de l'Impératrice,
- Potterierei : Quai Joséphine,
- Langerei : Quai Napoléon,
- Predikherenstraat : Rue Impériale,
- Verversdijk : Quai Marengo,
- Hoogstraat : Rue d'Iéna,
- Spinolarei : Quai d'Eylau,
- Katelijnestraat : Rue d'Austerlitz,
- Burg : Place de la Préfecture.

Ces noms disparurent après le départ des Français et les rues reprirent leurs noms originaux.

## Rues sans nom
Il existe quelques rues sans nom. Certaines d'entre elles sont « nommées » en étant considérée comme des sections des rues principales d'où elles proviennent.

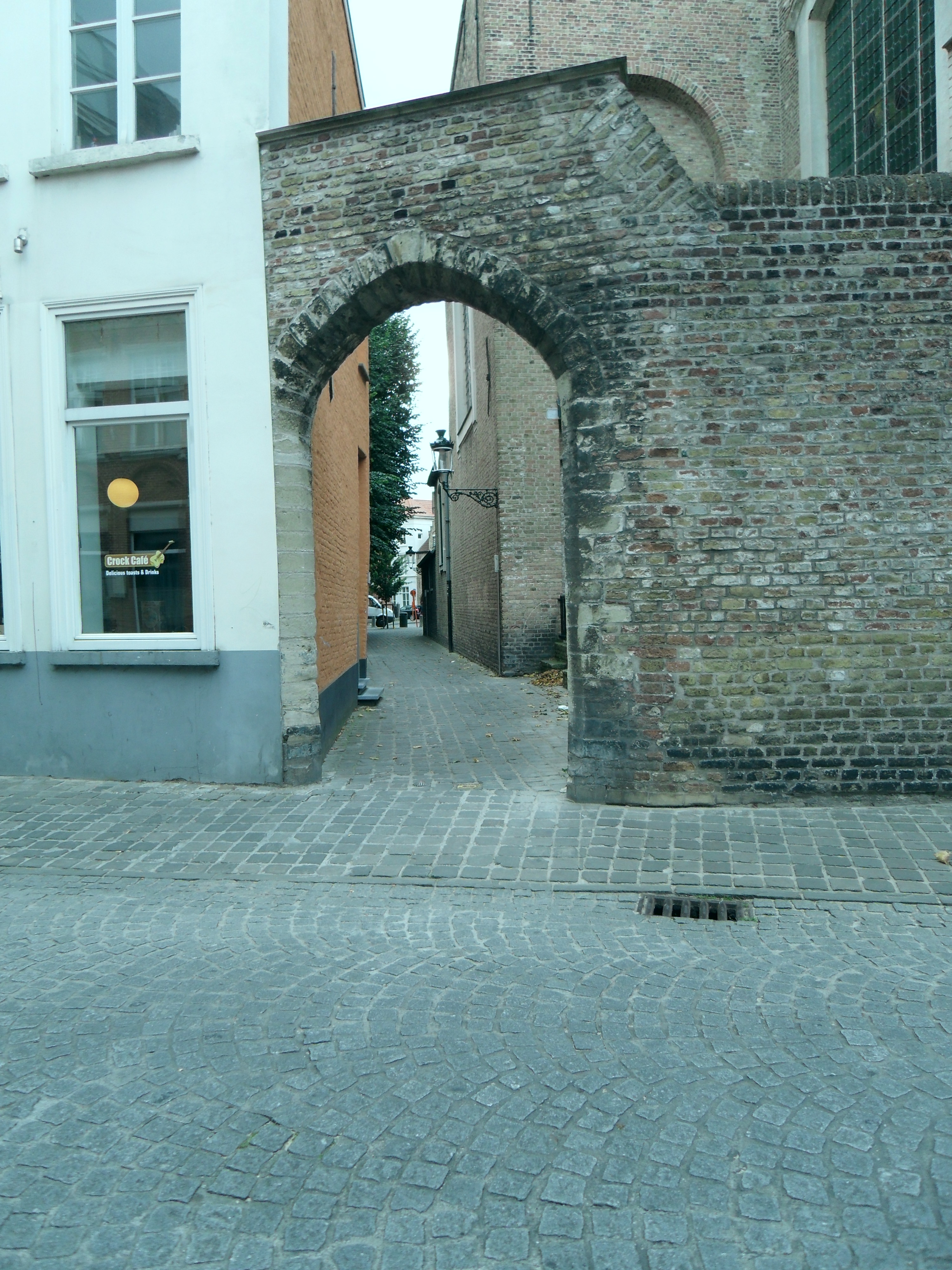
De la Sint-Jakobsstraat vers la Sint-Jakobsplein se trouve une allée sans nom.
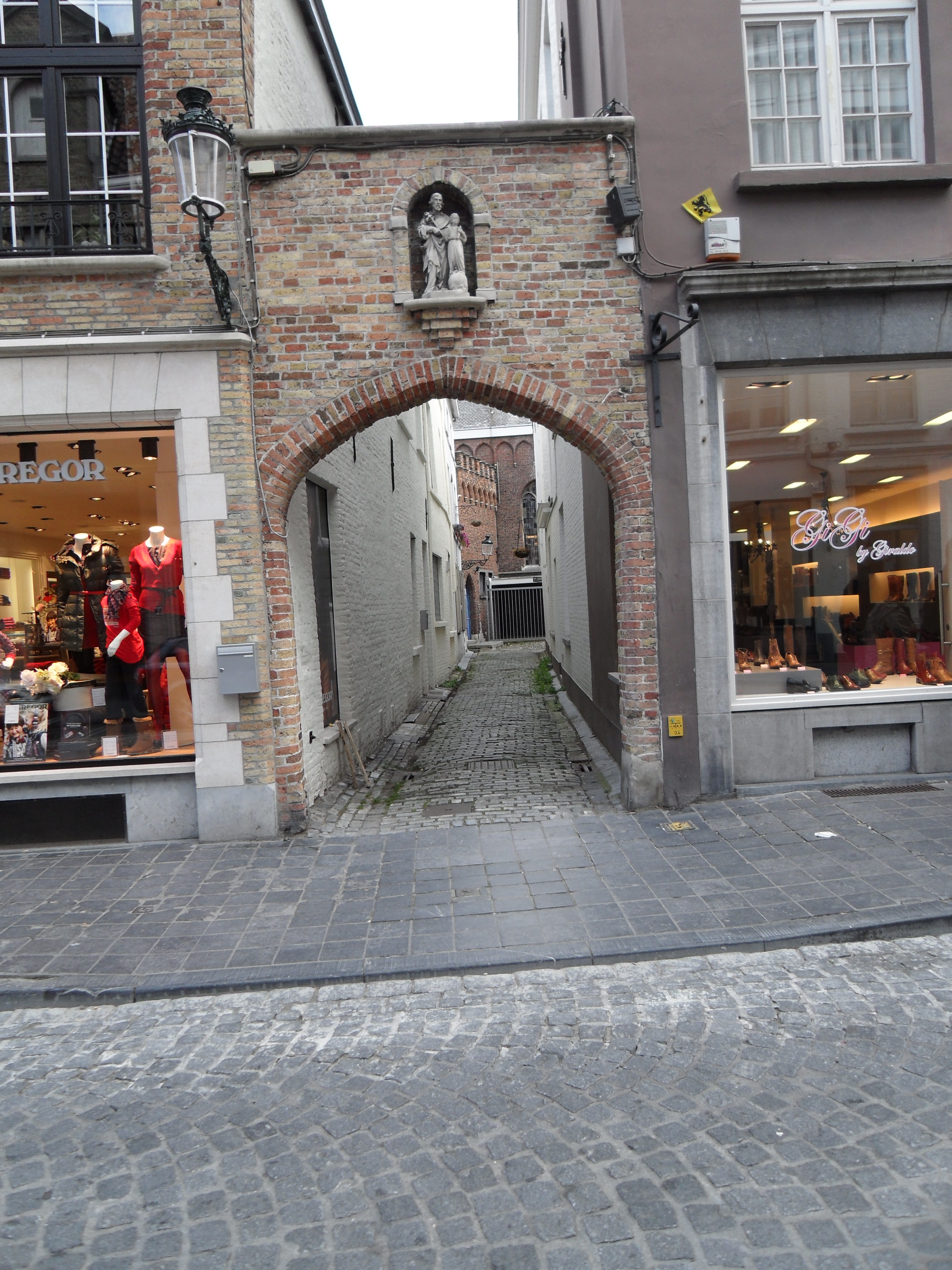
Ruelle sans issue dans la Noordzandstraat, sans son propre nom et appelée communément le « Nunnegat ».  La numérotation des maisons continue celui de la Noordzandstraat.
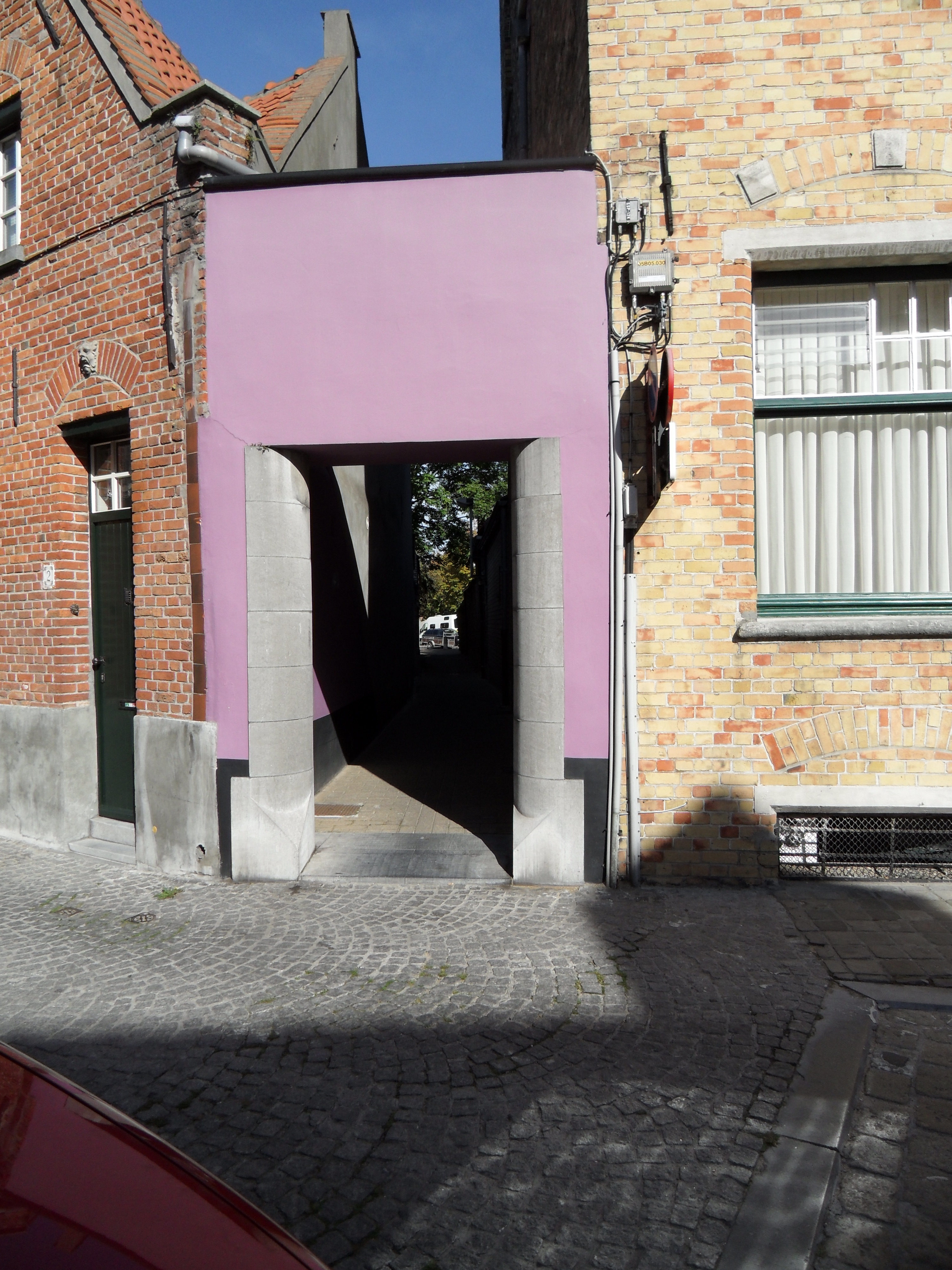
Une ruelle sans nom dans la Lange Raamstraat.
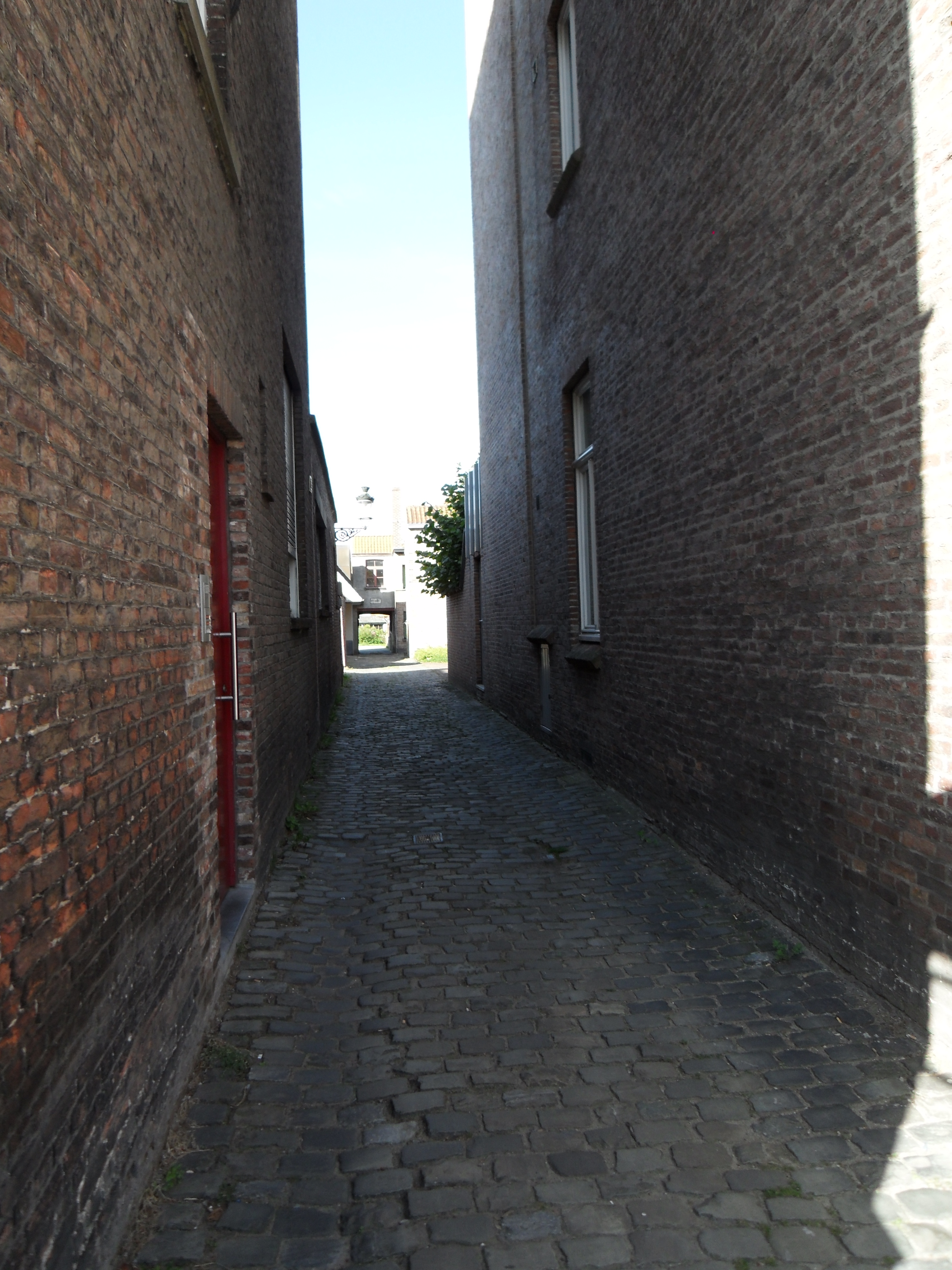
Allée sans nom sur le Langerei. La numérotation de la maison continue avec celle des Langerei.
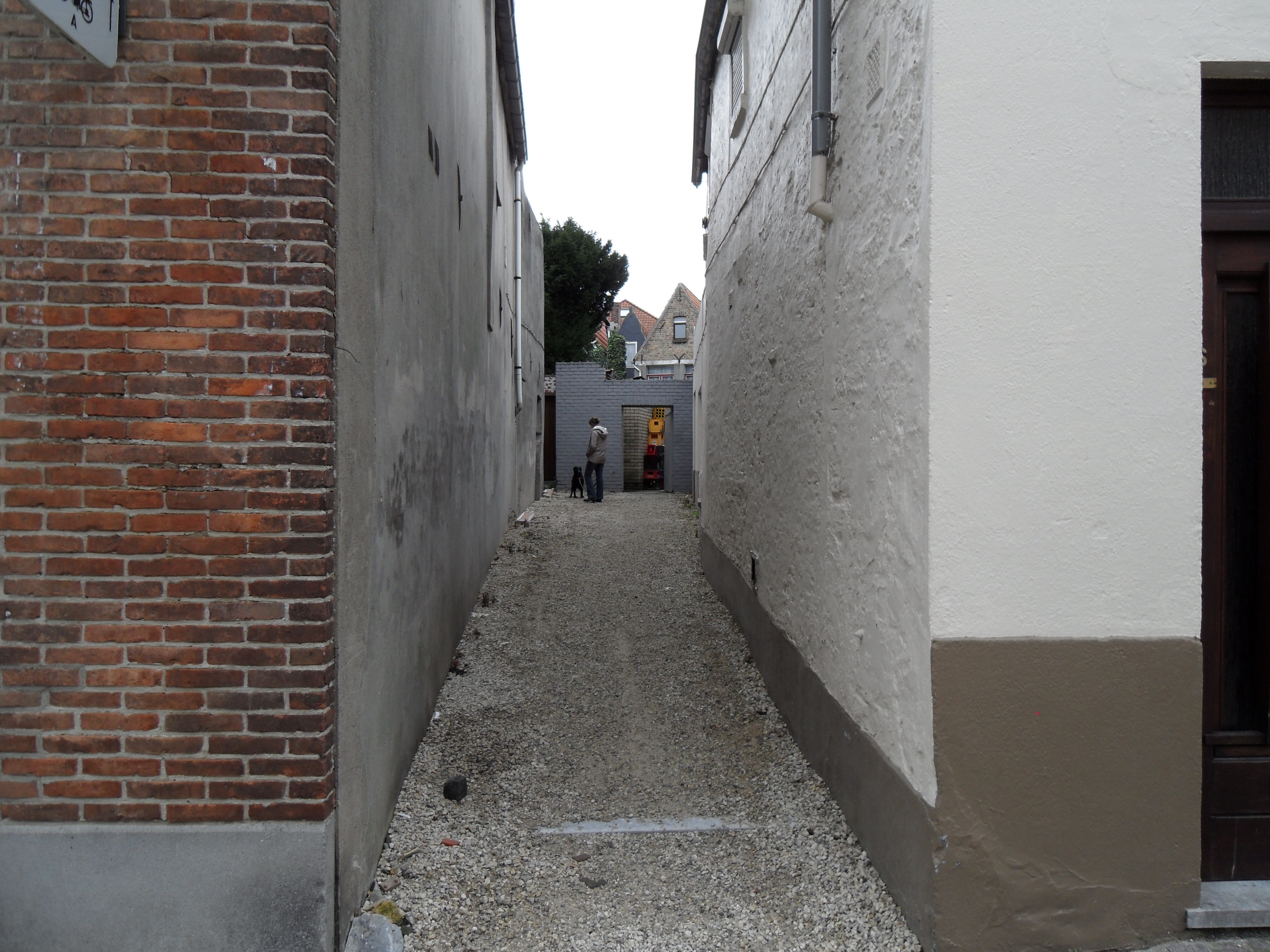
Une rue sans issue dans le Verbrand Nieuwland.
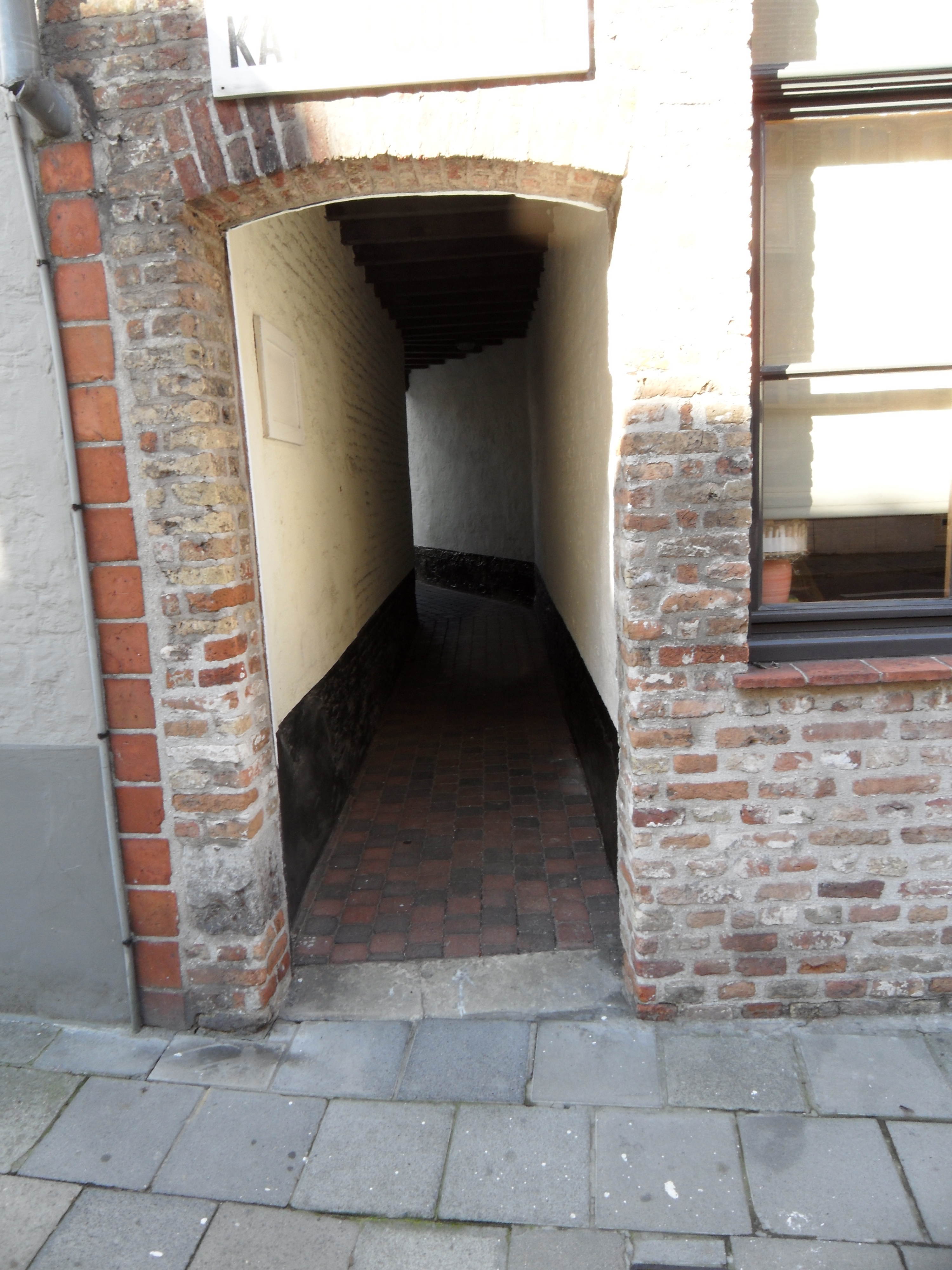
Cette ruelle n'a pas de noms officielles mais un nom populaire : la Kattepoortje.
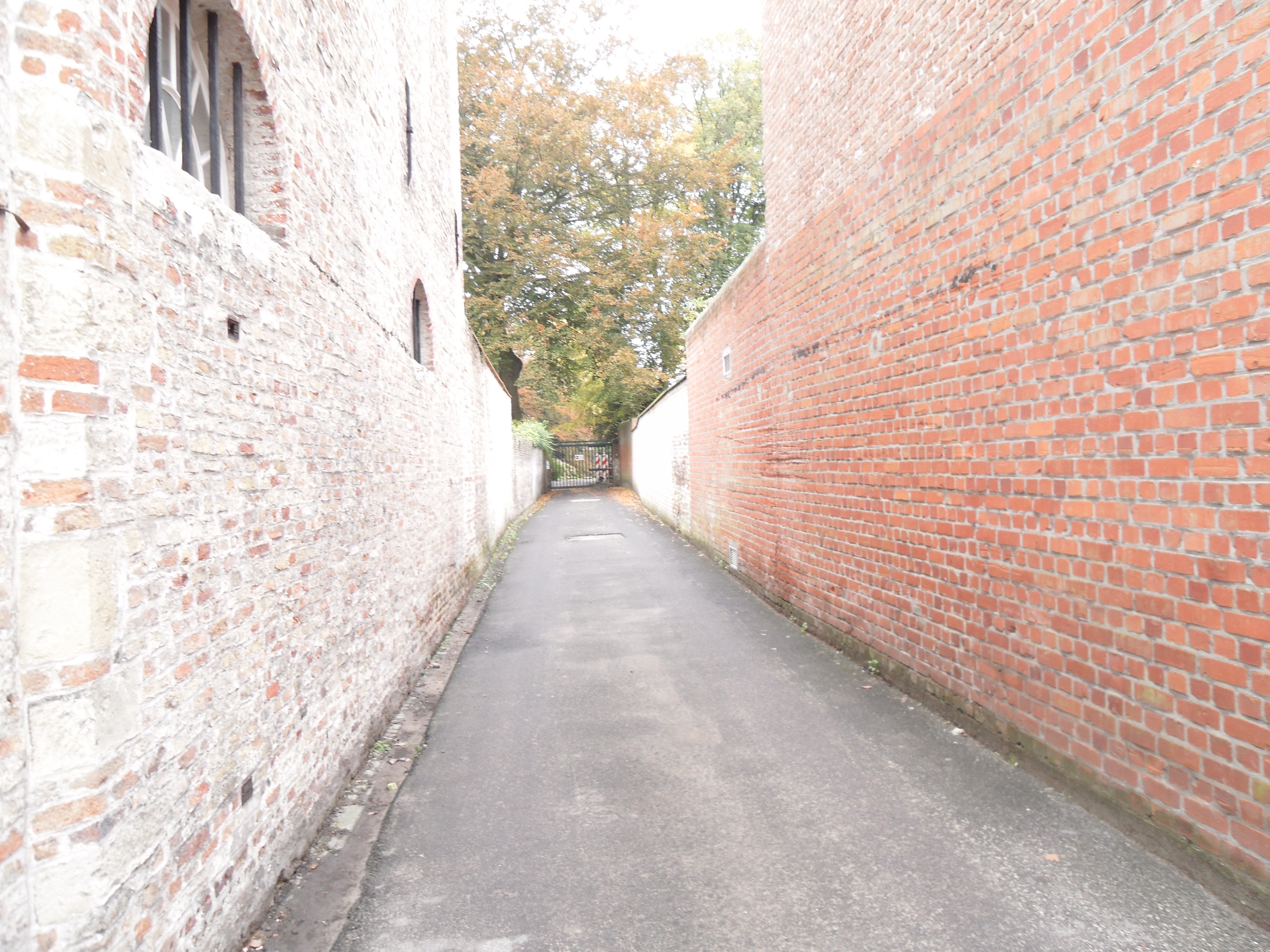
Ruelle sans nom dans la Nieuwe Gentweg.
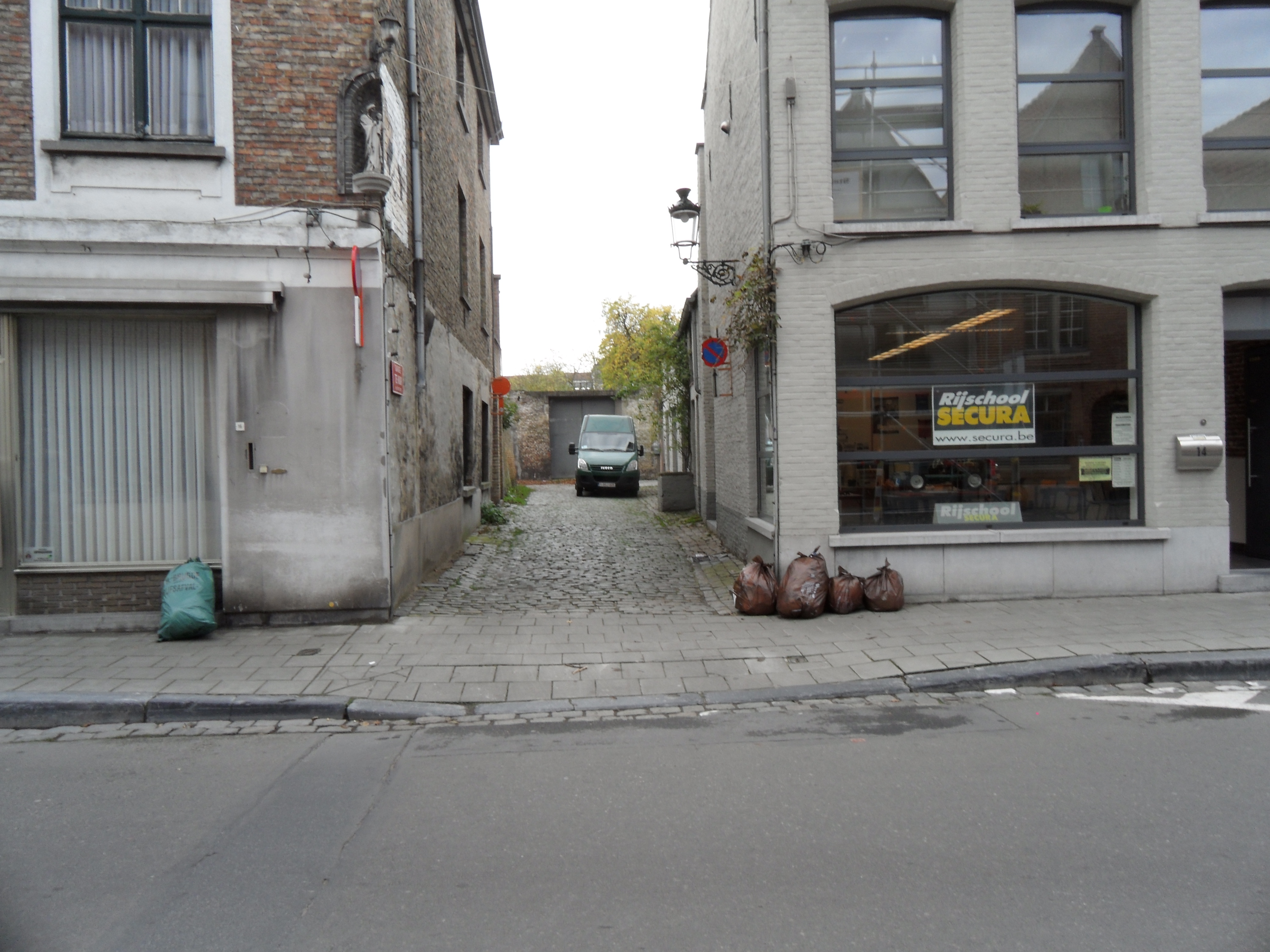
Ruelle sans nom dans la Gentpoortstraat.

## Numérotation
La numérotation des habitations avait un but particulier. Chaque maison recevait un numéro composé de trois éléments : une lettre (de A à F pour indiquer le quartier), un chiffre sur la section du quartier, et un numéro de maison. Cette numérotation fut abandonnée en 1807 durant la période française et fut remplacé par une numérotation non pas par quartier mais par rue avec des numéros pairs et impairs par côtés de rues. En 1826, sous la période néerlandaise, la numérotation autrichienne fut réintroduite puis, en 1866, de nouveau, la numérotation à la française fut ré-introduite. La numérotation par rue était toutefois aménagée en maintenant la lettre du quartier. Au cours du XXe siècle, la lettre fut abandonnée.
Le numéro original autrichien est parfois encore inscrit sur des maisons.

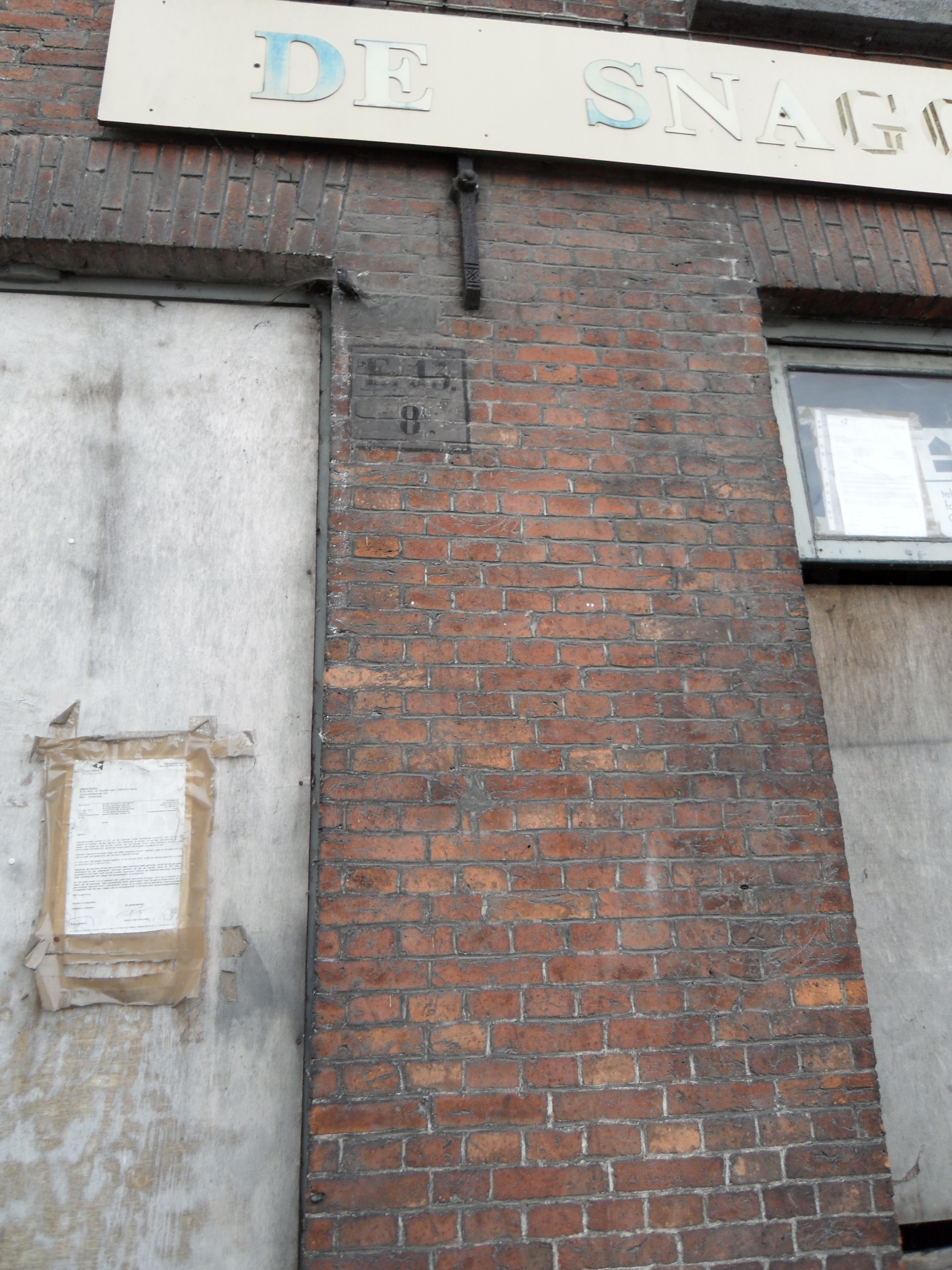
La numérotation autrichienne E13.8 est visible au 20 de la Langerei 20.
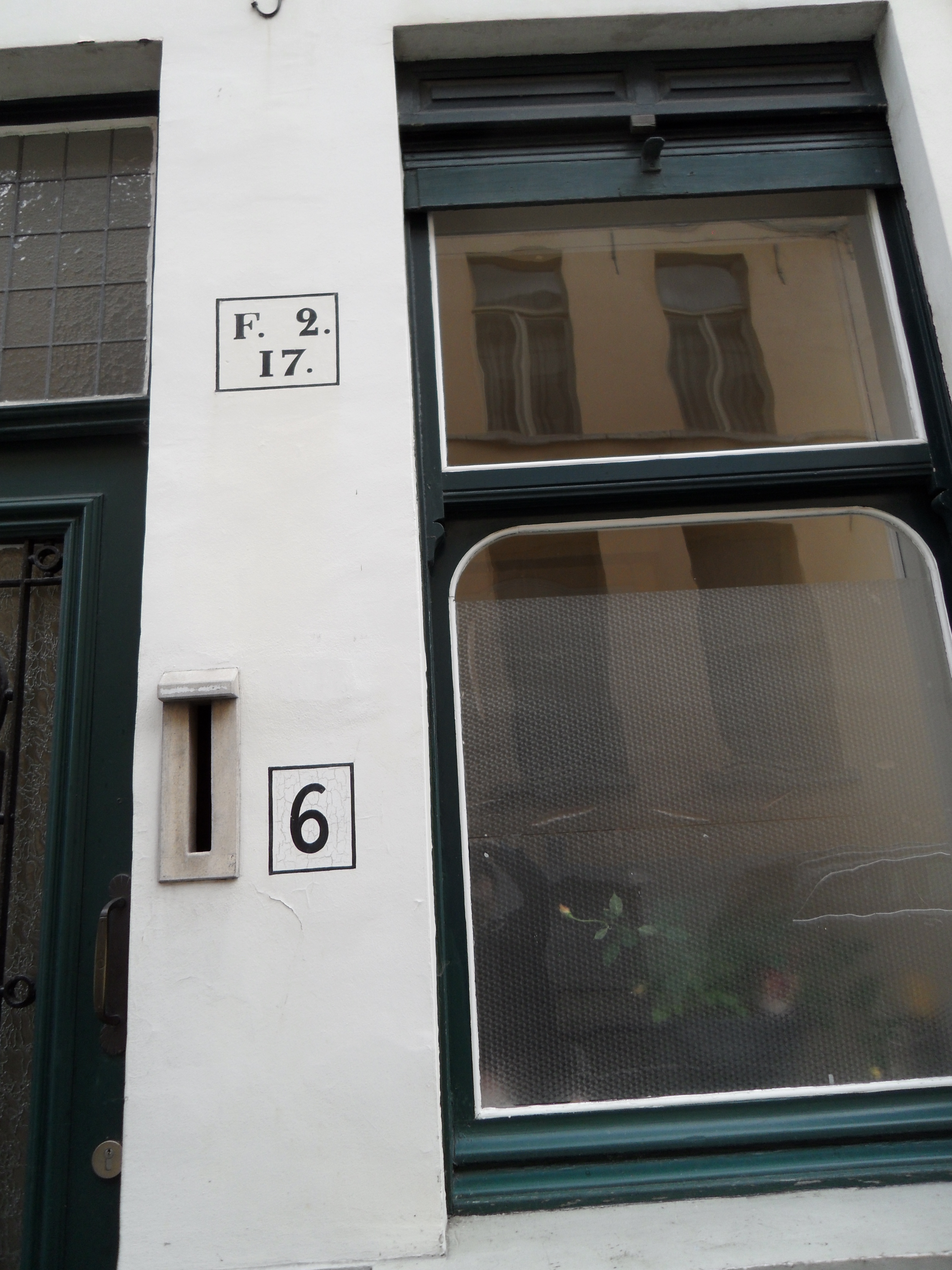
Une habitation avec le numéro historique.
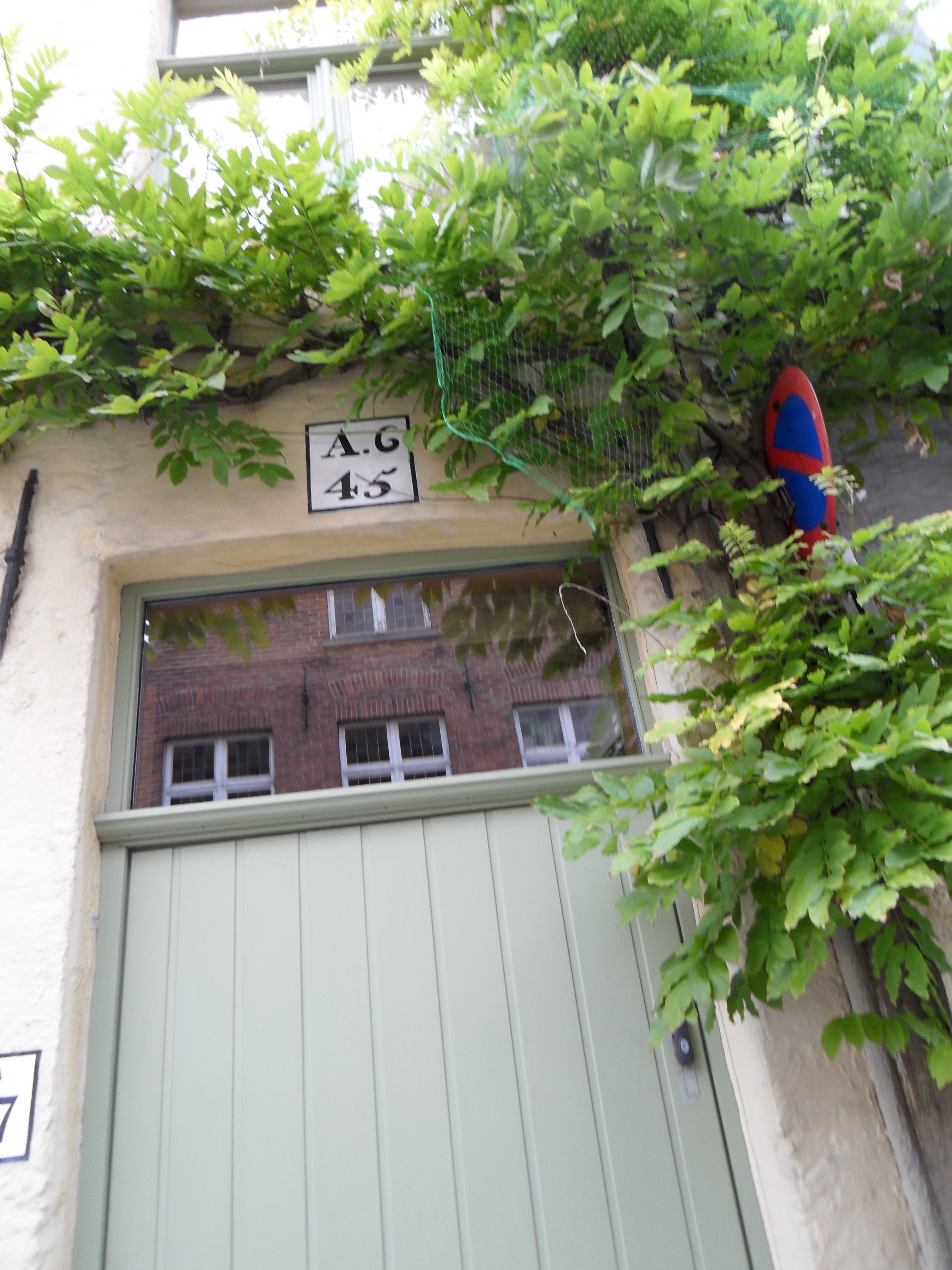
La numérotation autrichienne historique A6.45 au côté de la numérotation moderne sur la Verbrand Nieuwland 67.
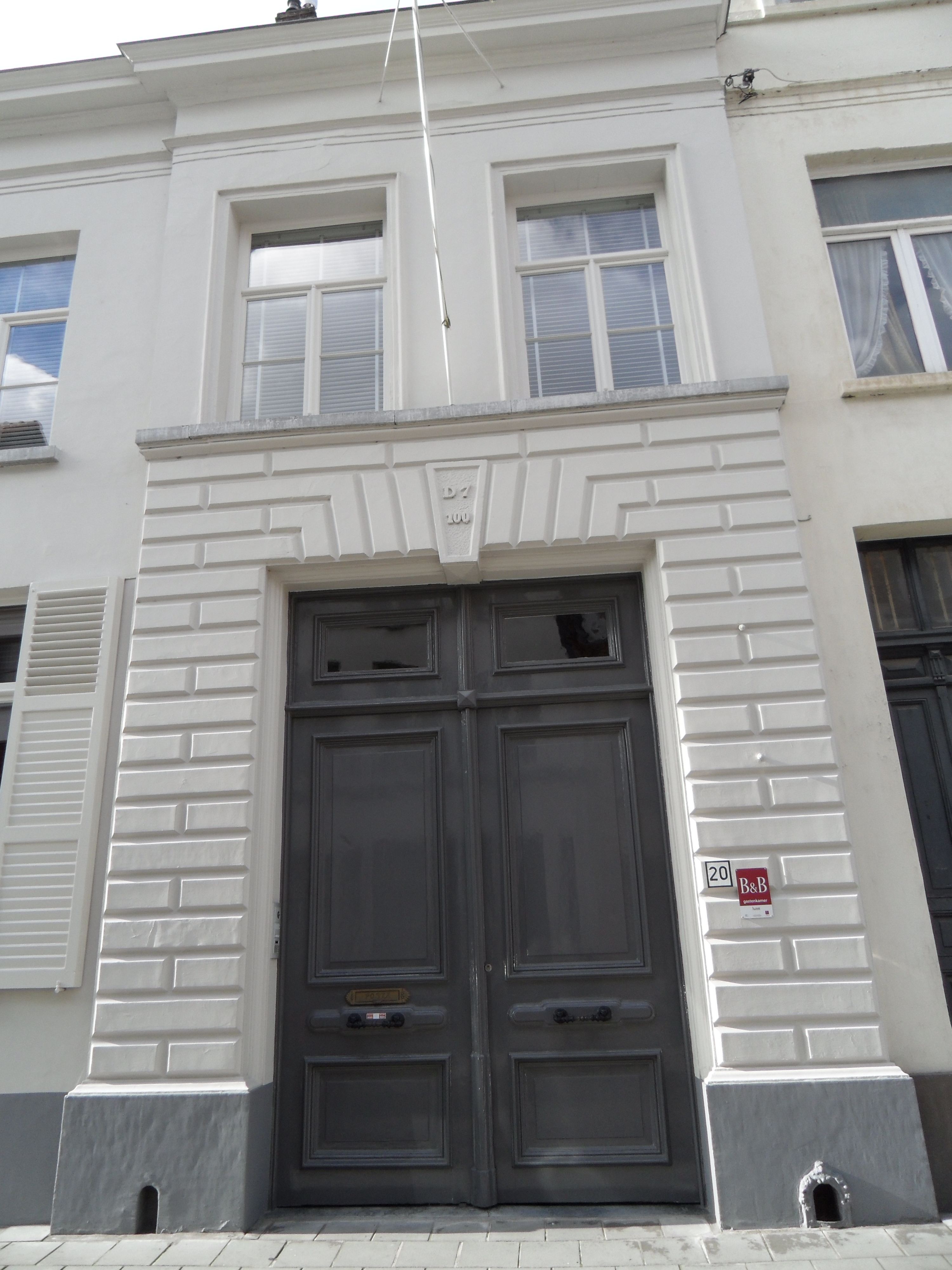
La numérotation autrichienne D7.100 sur le fronton de cette maison.